# Mundialito de Clubes de Fútbol Playa de 2019
El Mundialito de Clubes de Fútbol Playa 2019 fue la VI edición del torneo. Se disputó en Moscú, Rusia, del 27 de febrero al 3 de marzo. El equipo portugués Sporting de Braga se proclamó campeón del torneo por primera vez en la historia del evento.

## Equipos participantes
En cursiva, los equipos debutantes.
| Equipos participantes | Equipos participantes | Equipos participantes | Equipos participantes |
| --------------------- | --------------------- | --------------------- | --------------------- |
| Flamengo              | BATE Borisov          | Catania               | Sporting de Lisboa    |
| Lokomotiv Moscú       | Braga                 | Spartak Moscú         | Levante               |

## Resultados

### Primera fase

#### Grupo A
| Equipo             | Pts. | PJ | PG | PG+ | PP | GF | GC | Dif. |
| ------------------ | ---- | -- | -- | --- | -- | -- | -- | ---- |
| Spartak Moscú      | 9    | 3  | 3  | 0   | 0  | 12 | 7  | +5   |
| Flamengo           | 6    | 3  | 2  | 0   | 1  | 13 | 8  | +5   |
| Sporting de Lisboa | 2    | 3  | 0  | 1   | 2  | 11 | 14 | -3   |
| Bate Borisov       | 0    | 3  | 0  | 0   | 3  | 10 | 17 | -7   |

| Fecha                 | Lugar |                    |                        | Resultado  |                        |                    |
| --------------------- | ----- | ------------------ | ---------------------- | ---------- | ---------------------- | ------------------ |
| 27 de febrero de 2019 | Moscú | Spartak Moscú      | Bandera de Rusia       | 2:1        | Bandera de Brasil      | Flamengo           |
| 27 de febrero de 2019 | Moscú | BATE Borisov       | Bandera de Bielorrusia | 4:5 (pró.) | Bandera de Portugal    | Sporting de Lisboa |
| 28 de febrero de 2019 | Moscú | Flamengo           | Bandera de Brasil      | 6:3        | Bandera de Bielorrusia | BATE Borisov       |
| 28 de febrero de 2019 | Moscú | Spartak Moscú      | Bandera de Rusia       | 4:3        | Bandera de Portugal    | Sporting de Lisboa |
| 1 de marzo de 2019    | Moscú | BATE Borisov       | Bandera de Bielorrusia | 3:6        | Bandera de Rusia       | Spartak Moscú      |
| 1 de marzo de 2019    | Moscú | Sporting de Lisboa | Bandera de Portugal    | 3:6        | Bandera de Brasil      | Flamengo           |

#### Grupo B
| Equipo          | Pts. | PJ | PG | PG+ | PP | GF | GC | Dif. |
| --------------- | ---- | -- | -- | --- | -- | -- | -- | ---- |
| Braga           | 8    | 3  | 2  | 1   | 0  | 17 | 12 | +5   |
| Catania         | 3    | 3  | 1  | 0   | 2  | 22 | 20 | +2   |
| Levante         | 3    | 3  | 1  | 0   | 2  | 12 | 17 | -5   |
| Lokomotiv Moscú | 2    | 3  | 0  | 1   | 2  | 19 | 21 | -2   |

| Fecha                 | Lugar |                 |                     | Resultado  |                     |                 |
| --------------------- | ----- | --------------- | ------------------- | ---------- | ------------------- | --------------- |
| 27 de febrero de 2019 | Moscú | Levante         | Bandera de España   | 6:4        | Bandera de Rusia    | Lokomotiv Moscú |
| 27 de febrero de 2019 | Moscú | Braga           | Bandera de Portugal | 6-5 (pró.) | Bandera de Italia   | Catania         |
| 28 de febrero de 2019 | Moscú | Braga           | Bandera de Portugal | 4:1        | Bandera de España   | Levante         |
| 28 de febrero de 2019 | Moscú | Lokomotiv Moscú | Bandera de Rusia    | 9:8 (pró.) | Bandera de Italia   | Catania         |
| 1 de marzo de 2019    | Moscú | Catania         | Bandera de Italia   | 9:5        | Bandera de España   | Levante         |
| 1 de marzo de 2019    | Moscú | Lokomotiv Moscú | Bandera de Rusia    | 6:7        | Bandera de Portugal | Braga           |

### Segunda fase

#### Disputa del séptimo lugar
| Fecha              | Lugar |              |                        | Resultado |                  |                 |
| ------------------ | ----- | ------------ | ---------------------- | --------- | ---------------- | --------------- |
| 2 de marzo de 2019 | Moscú | BATE Borisov | Bandera de Bielorrusia | 0:7       | Bandera de Rusia | Lokomotiv Moscú |

#### Disputa del quinto lugar
| Fecha              | Lugar |                    |                     | Resultado |                   |         |
| ------------------ | ----- | ------------------ | ------------------- | --------- | ----------------- | ------- |
| 2 de marzo de 2019 | Moscú | Sporting de Lisboa | Bandera de Portugal | 9:1       | Bandera de España | Levante |

#### Semifinales
| Fecha              | Lugar |               |                     | Resultado       |                   |          |
| ------------------ | ----- | ------------- | ------------------- | --------------- | ----------------- | -------- |
| 2 de marzo de 2019 | Moscú | Braga         | Bandera de Portugal | 4:0             | Bandera de Brasil | Flamengo |
| 2 de marzo de 2019 | Moscú | Spartak Moscú | Bandera de Rusia    | 4:4 (3 -4 pen.) | Bandera de Italia | Catania  |

#### Disputa del tercer lugar
| Fecha              | Lugar |          |                   | Resultado |                  |               |
| ------------------ | ----- | -------- | ----------------- | --------- | ---------------- | ------------- |
| 3 de marzo de 2019 | Moscú | Flamengo | Bandera de Brasil | 4:3       | Bandera de Rusia | Spartak Moscú |

#### Final
| Fecha              | Lugar |       |                     | Resultado |                   |         |
| ------------------ | ----- | ----- | ------------------- | --------- | ----------------- | ------- |
| 3 de marzo de 2019 | Moscú | Braga | Bandera de Portugal | 7:6       | Bandera de Italia | Catania |

| Bandera de Portugal     |
| Campeón Braga 1° título |

## Clasificación final
| Pos. | Equipo             | Resultado           |
| ---- | ------------------ | ------------------- |
| 1    | Braga              | Campeón (1º título) |
| 2    | Catania            | Subcampeón          |
| 3    | Flamengo           | 3º lugar            |
| 4    | Spartak Moscú      |                     |
| 5    | Sporting de Lisboa |                     |
| 6    | Levante            |                     |
| 7    | Lokomotiv Moscú    |                     |
| 8    | BATE Borisov       |                     |